# 개헤엄
개헤엄(문화어: 개헤염, dog paddle)은 단순한 수영 영법이다. 가슴을 대고 엎드려 손과 발을 교대로 저어 개나 다른 동물들이 수영하는 것처럼 나아간다.
수영하는 사람이 가슴을 바닥에 대고 누워서 손과 다리를 번갈아 움직이는 것이 개와 다른 네발 달린 포유동물이 헤엄치는 방식을 연상시키는 것이 특징이다.
고대 인류가 사용한 최초의 수영 영법으로, 동물이 헤엄치는 것을 관찰함으로써 배운 것으로 믿어진다. 이집트의 선사시대 동굴 벽화에는 개헤엄처럼 보이는 동작을 하는 인물이 나와 있다.
어린 아이들이 수영을 배울 때 처음으로 사용하는 영법인 경우가 많다.
개헤엄은 또한 팔이나 다리가 표면을 부러뜨리지 않기 때문에 조용한 영법이 필요할 때 군용 수영 영법으로 가르쳐졌다.

## 같이 보기
- 크롤
- 평영